# 日東工器
日東工器株式会社（にっとうこうき）は、東京都大田区に本社を置く機械機器メーカーである。水、油、ガスなどの流体配管を接続する流体継手、磁気ボール盤製造の最大手。

## 沿革
御器谷俊雄（創業者）が開発したエアマイクロメータの製造販売のために、御器谷が1956年10月に設立。1995年には株式を店頭登録。1998年、東証2部に上場。2000年には東証1部への上場を果たした。

## 製品
- 迅速流体継手「カプラ」
- 省力化機械工具
- リニア駆動ポンプとその応用製品
- 建築機器（ドアクローザ）

## 関連企業
- 株式会社メドテック
- 白河日東工器株式会社
- 栃木日東工器株式会社（旧氏家工場：分社化）
- NITTO KOHKI U.S.A., INC.
- NITTO KOHKI EUROPE GMBH
- NITTO KOHKI AUSTRALIA PTY LTD
- NITTO KOHKI INDUSTRY (THAILAND) CO., LTD.
- 日東工器省力機器貿易（上海）有限公司